# Furuta Shigenari
Furuta Shigenari est un nom japonais traditionnel ; le nom de famille (ou le nom d'école), Furuta, précède donc le prénom (ou le nom d'artiste).
Furuta Shigenari (古田 重然, 1544-6 juillet 1615), plus communément connu dans l'histoire culturelle du Japon sous le nom de Furuta Oribe (古田 織部), est un guerrier et célèbre maître de thé.

## Biographie
Furuta Shigenari naît en 1544 dans le district de Motosu, province de Mino. Il est d'abord un obligé d'Oda Nobunaga et de Toyotomi Hideyoshi. Son maître dans la cérémonie du thé est Sen no Rikyū. Il devient le plus éminent maître de thé de tout le pays après la mort de Rikyu et enseigne cet art au shōgun Tokugawa Hidetada. Parmi ses autres élèves de la cérémonie du thé particulièrement renommés se trouvent Kobori Enshū et Honami Kōetsu. Le genre de cérémonie du thé qu'il établit est connu sous le nom Oribe-ryū (voir écoles de la cérémonie du thé japonaise), et les céramiques qui sont attribuées à son influence artistique sont connues sous le nom  Oribe-yaki. Il conçoit également un style de lanternes en pierre (tōrō) pour le jardin de thé roji, style qui devient connu sous le nom Oribe-dōrō.
Pendant l'année 1600, Shigenari reçoit un revenu de 10 000 koku. Durant la campagne d'Osaka de 1615, Shigenari est amené à comploter à Kyoto contre les Tokugawa et l'empereur, au nom des défenseurs d'Osaka. Après cela, Shigenari est contraint de se donner la mort par seppuku en compagnie de son fils, le 6 juillet 1615 à Fushimi-ku, province de Yamashiro. En fait, il n'y a aucune preuve de complot de la part de Furuta Oribe, mais son fils étant ami et allié de Hideyori, il fut sans doute obligé à titre familial de commettre le seppuku. À Sekigahara et au siège d’Osaka, Oribe se trouvait d’ailleurs dans le camp Tokugawa.

## Autres utilisations ou références
Le manga Hyōge mono, publié au Japon de 2005 à 2017, raconte son histoire.
Un musée Furuta Oribe a ouvert à Kyoto en 2014. Il présente des ustensiles à thé, des œuvres d'art et des objets historiques liés à Oribe.
Oribe est utilisé dans une publicité de l'entreprise Furuta Seika.